# Niklas Sandberg (calciatore 1995)
Niklas Sandberg (Sandnes, 18 maggio 1995) è un calciatore norvegese, centrocampista del Sarpsborg 08.

## Carriera

### Club
Sandberg è cresciuto nelle giovanili del Sandnes Ulf. Ha esordito in Eliteserien in data 16 maggio 2014, quando ha sostituito Henrik Furebotn nella partita pareggiata per 2-2 sul campo del Viking.
Il 21 luglio 2015 è stato ceduto al Sola con la formula del prestito. Il 25 luglio ha giocato la prima partita in squadra, segnando anche una rete nel 3-1 inflitto al Flekkerøy.
Tornato al Sandnes Ulf per fine prestito, in data 28 luglio 2016 è stato ceduto con la medesima formula al Nest-Sotra. Il 13 agosto ha esordito con questa maglia, schierato titolare nel 3-1 sul Frigg. Il 17 settembre ha trovato il primo gol, nel 5-0 sulla sua ex squadra del Sola.
Il 10 gennaio 2017, Sandberg ha firmato un contratto biennale con l'Ullensaker/Kisa. Il successivo 2 aprile ha debuttato con questa maglia, sostituendo Truls Jørstad e trovando una rete nel pareggio per 2-2 contro il Levanger. In virtù delle sue prestazioni stagionali, è stato tra i candidati come miglior giocatore della 1. divisjon alla Fotballfesten 2017: il riconoscimento è andato poi a Kristian Opseth.
Il 4 aprile 2018, Sandberg è stato ingaggiato dallo Start, per cui ha firmato un accordo triennale. Il 9 aprile ha giocato la prima partita in squadra, schierato titolare nella sconfitta per 1-0 subita sul campo del Lillestrøm.
Il 27 gennaio 2019 si è accordato con l'Haugesund, per cui ha firmato un accordo quadriennale. Il 31 marzo ha effettuato il proprio esordio, in cui ha trovato anche una rete nella sconfitta per 3-2 in casa dello Strømsgodset.
L'11 gennaio 2022, l'Haugesund ha reso nota la cessione di Sandberg al Viking.
L'8 agosto 2023, Sandberg è stato tesserato dal Sarpsborg 08, a cui si è legato per i successivi tre anni e mezzo.

## Statistiche

### Presenze e reti nei club
Statistiche aggiornate all'8 agosto 2023.
| Stagione               | Club                   | Campionato             | Campionato | Campionato | Coppe nazionali | Coppe nazionali | Coppe nazionali | Coppe continentali | Coppe continentali | Coppe continentali | Supercoppe | Supercoppe | Supercoppe | Totale | Totale |
| Stagione               | Club                   | Comp                   | Pres       | Reti       | Comp            | Pres            | Reti            | Comp               | Pres               | Reti               | Comp       | Pres       | Reti       | Pres   | Reti   |
| ---------------------- | ---------------------- | ---------------------- | ---------- | ---------- | --------------- | --------------- | --------------- | ------------------ | ------------------ | ------------------ | ---------- | ---------- | ---------- | ------ | ------ |
| 2014                   | Sandnes Ulf            | ES                     | 4          | 0          | CN              | 0               | 0               | -                  | -                  | -                  | -          | -          | -          | 4      | 0      |
| gen.-lug. 2015         | Sandnes Ulf            | 1D                     | 4          | 0          | CN              | 1               | 0               | -                  | -                  | -                  | -          | -          | -          | 5      | 0      |
| lug.-dic. 2015         | Sola                   | 2D                     | 13         | 6          | CN              | -               | -               | -                  | -                  | -                  | -          | -          | -          | 13     | 6      |
| gen.-lug. 2016         | Sandnes Ulf            | 1D                     | 10         | 0          | CN              | 3               | 0               | -                  | -                  | -                  | -          | -          | -          | 13     | 0      |
| lug.-dic. 2016         | Nest-Sotra             | 2D                     | 10         | 1          | CN              | -               | -               | -                  | -                  | -                  | -          | -          | -          | 10     | 1      |
| Totale Sandnes Ulf     | Totale Sandnes Ulf     | Totale Sandnes Ulf     | 18         | 0          |                 | 4               | 0               |                    | -                  | -                  |            | -          | -          | 22     | 0      |
| 2017                   | Ullensaker/Kisa        | 1D                     | 26+1       | 11+0       | CN              | 3               | 3               | -                  | -                  | -                  | -          | -          | -          | 30     | 14     |
| gen.-apr. 2018         | Ullensaker/Kisa        | 1D                     | 1          | 0          | CN              | 0               | 0               | -                  | -                  | -                  | -          | -          | -          | 1      | 0      |
| Totale Ullensaker/Kisa | Totale Ullensaker/Kisa | Totale Ullensaker/Kisa | 27+1       | 11+0       |                 | 3               | 3               |                    | -                  | -                  |            | -          | -          | 31     | 14     |
| apr.-dic. 2018         | Start                  | ES                     | 15         | 0          | CN              | 6               | 1               | -                  | -                  | -                  | -          | -          | -          | 21     | 1      |
| 2019                   | Haugesund              | ES                     | 19         | 6          | CN              | 5               | 2               | UEL                | 6                  | 2                  | -          | -          | -          | 30     | 10     |
| 2020                   | Haugesund              | ES                     | 24         | 7          | -               | -               | -               | -                  | -                  | -                  | -          | -          | -          | 24     | 7      |
| 2021                   | Haugesund              | ES                     | 28         | 3          | CN              | 0               | 0               | -                  | -                  | -                  | -          | -          | -          | 28     | 3      |
| Totale Haugesund       | Totale Haugesund       | Totale Haugesund       | 71         | 16         |                 | 5               | 2               |                    | 6                  | 2                  |            | -          | -          | 82     | 20     |
| 2022                   | Viking                 | ES                     | 24         | 2          | CN+CN           | 3+3             | 2+1             | -                  | -                  | -                  | -          | -          | -          | 30     | 5      |
| gen.-ago. 2023         | Viking                 | ES                     | 11         | 2          | CN              | 3               | 2               | -                  | -                  | -                  | -          | -          | -          | 14     | 4      |
| Totale Viking          | Totale Viking          | Totale Viking          | 35         | 4          |                 | 9               | 5               |                    | -                  | -                  |            | -          | -          | 44     | 9      |
| ago.-dic. 2023         | Sarpsborg 08           | ES                     | 0          | 0          | CN              | -               | -               | -                  | -                  | -                  | -          | -          | -          | 0      | 0      |
| Totale                 | Totale                 | Totale                 | 154+1      | 34+0       |                 | 18              | 6               |                    | 6                  | 2                  |            | -          | -          | 179    | 42     |